# 杰罗姆·莱特文
杰罗姆·伊斯羅埃爾·「傑瑞」·莱特文（英語：Jerome Ysroael "Jerry" Lettvin，1920年2月23日—2011年4月23日)）是美国著名认知心理学家，麻省理工学院教授。他最著名的工作是发表于1959年的论文《What the frog's eye tells the frog's brain》，这篇论文是SCI中被引用次数最多的论文之一。

## 生平
他完成了脊髓的神经生理学研究，首次发现了视觉神经系统中的“特征检测子”，并且研究了单个神经元轴突的信号处理。莱特文在月1969年用“祖母细胞”这种说法来驳斥这个概念的不合理性。

## 相关资料
- "Jerome Lettvin," The History of Neuroscience in Autobiography （页面存档备份，存于） vol. 2, ed. Larry R. Squire (New York: Academic Press, 1998), 224-243.
- "Jerome Lettvin, poet, psychiatrist, electrical engineer, neurophysiologist" （页面存档备份，存于）, The Learning Project, interviewed by Lincoln Stoller, May 2, 2007.